# Pyramios
Pyramios — вымерший род сумчатых из семейства Diprotodontidae. 

## Описание
Эндемик Австралии, был выкопан в местности Алкута, было найдено два черепа и различные посткраниальные кости. Окаменелости датируются примерно 8 миллионами лет назад, то есть поздним миоценом. Как и все представители семейства, травояден, его рот имел форму лопаты и хорошо подходил для заглатывания корней и клубней. Длина тела около 2,5 м, высота около 1,5 м. Масса оценивается в 700 кг. Был сравним по размеру со своим "двоюродным братом" дипротодоном, который также относится к семейству Diprotodontidae.
Представитель семейства вомбатоформных. Его ближайшими живущими родственниками являются коалы и вомбаты.